# ロディ・マクドウォール
ロディ・マクドウォール（Roddy McDowall, 本名: Roderick Andrew Anthony Jude McDowall, 1928年9月17日 - 1998年10月3日）は、イギリスで生まれアメリカ合衆国で活躍した俳優、写真家。

## 来歴
ロンドンにて生まれる。父トマス・アンドルー・マクドウォール（Thomas Andrew McDowall）はスコットランド人、母ウィニフレッド（Winifred）はアイルランド人。
幼い頃にナチス・ドイツによるロンドン大空襲から逃れるために家族でアメリカに移住し、『わが谷は緑なりき』の主役級の末っ子役など、子役として数多くの映画に出演した。『名犬ラッシー 家路』（1943年）で共演したエリザベス・テイラーとはそのとき以来の親友であった。しかし、成長するにつれ子役として低迷してしまったため、18歳でニューヨークに移動してブロードウェイで活躍した。1960年には "The Fighting Cock" でトニー賞も受賞している。
その後、映画界に復帰、『史上最大の作戦』や『クレオパトラ』などの大作に出演したほか、『猿の惑星』シリーズでは全5作中4作に出演し、完全特殊メイクによる主人公のチンパンジー、コーネリアス博士役（第1作・3作目）とその息子シーザー役（第4作・5作目）を演じた。
クラシック映画作品の収集家でも知られ、数多くの16mmやビデオテープを所蔵していた。しかし、海賊版なども所蔵していたため、1974年にはFBIによって家宅捜索されたこともある。
写真家でもあり、5冊の写真集を出版している（写真集『多重露光』など）。そのためか、1972年放送のドラマ『刑事コロンボ』第6話「死の方程式」では、カメラマニアの殺人犯役でゲスト出演している。マクドウォール自身は、当時人気絶頂の国民的刑事ドラマで犯人役を演じるにあたって、「徹底的なまでに悪を楽しむキャラクターとして役作りを行った。とても楽しい経験だった」と振り返っている。
1985年以降の『フライトナイト』シリーズでは、気弱な吸血鬼ハンター、ピーター・ビンセント役に抜擢され、彼にとって最高の当たり役となる。同作品により世界中のB級ホラー映画ファンから敬愛されるというカルト的なブームも起こった。
映画芸術科学アカデミーにも参加し、映画界に貢献した。1998年に70歳で肺癌により亡くなった。火葬された後、遺灰は太平洋に撒かれたという。

## 主な出演作品

### 映画
| 公開年 | 邦題 原題                                                                      | 役名                                     | 備考             |
| ------ | ------------------------------------------------------------------------------ | ---------------------------------------- | ---------------- |
| 1941   | マン・ハント Man Hunt                                                          | Vaner                                    |                  |
| 1941   | わが谷は緑なりき How Green Was My Valley                                       | ハウ                                     |                  |
| 1942   | 激闘 Son of Fury: The Story of Benjamin Blake                                  | ベンジャミン（少年)                      |                  |
| 1943   | マイ・フレンド・フリッカ 緑園の名馬 My Friend Flicka                           | ケン                                     |                  |
| 1943   | 名犬ラッシー 家路 Lassie Come Home                                             | ジョー                                   |                  |
| 1944   | ドーヴァーの白い崖 The White Cliffs of Dover                                   | ジョン・アシュウッド2世（少年)           |                  |
| 1944   | 王國の鍵 The Keys of the Kingdom                                               | フランシス（少年)                        |                  |
| 1945   | 高原の白馬 Thunderhead - Son of Flicka                                         | ケン                                     |                  |
| 1948   | マクベス Macbeth                                                               | マルコム                                 |                  |
| 1948   | 海賊船 Kidnapped                                                               | デヴィッド・バルフォー                   |                  |
| 1960   | 地下街の住人 The Subterraneans                                                 | ユーリ                                   |                  |
| 1960   | 誰かが狙っている Midnight Lace                                                 | マルコム・スタンリー                     |                  |
| 1962   | 史上最大の作戦 The Longest Day                                                 | モリス                                   |                  |
| 1963   | クレオパトラ Cleopatra                                                         | アウグストゥス                           |                  |
| 1964   | 残虐療法 Shock Treatment                                                       | マーテョン・アシュレー                   |                  |
| 1965   | 偉大な生涯の物語 The Greatest Story Ever Told                                  | マタイ                                   |                  |
| 1965   | 第三の日 The Third Day                                                         | オリヴァー・パーソンズ                   |                  |
| 1965   | シャム猫FBI/ニャンタッチャブル That Darn Cat!                                  | グレゴリー・ベンソン                     |                  |
| 1965   | サンセット物語 Inside Daisy Clover                                             | ウォルター・ベインズ                     |                  |
| 1966   | スター誕生の夢 Lord Love a Duck                                                | Alan 'Mollymauk' Musgrave                |                  |
| 1967   | ザ・スパイ L'espion                                                            | エージェント・アダムス                   |                  |
| 1967   | 黄金作戦 追いつ追われつ The Adventures of Bullwhip Griffin                     | ブルウィップ・グリフィン                 |                  |
| 1967   | 太陽の恋人クール・ワンズ The Cool Ones                                         | トニー                                   |                  |
| 1967   | 魔像ゴーレム・呪いの影 It!                                                     | アーサー・ピム                           |                  |
| 1968   | 猿の惑星 Planet of the Apes                                                    | コーネリアス                             |                  |
| 1968   | 5枚のカード 5 Card Stud                                                        | ニック                                   |                  |
| 1969   | 強奪超特急 Midas Run                                                           | ウィスター                               |                  |
| 1969   | 海軍てんやわんや騒動記 Hello Down There                                        | ネイト・アシュベリー                     |                  |
| 1969   | ザ・ダムド/あばかれた虚栄 Angel, Angel, Down We Go                             | サントロ                                 |                  |
| 1971   | 課外教授 Pretty Maids All in a Row                                             | プロファー                               |                  |
| 1971   | 新・猿の惑星 Escape from the Planet of the Apes                                | コーネリアス                             |                  |
| 1971   | 恐怖のエアポート Terror in the Sky                                             | ラルフ・ベアード                         | テレビ映画       |
| 1971   | ベッドかざりとほうき Bedknobs and Broomsticks                                  | ジェルク                                 |                  |
| 1972   | 猿の惑星・征服 Conquest of the Planet of the Apes                              | シーザー                                 |                  |
| 1972   | ポセイドン・アドベンチャー The Poseidon Adventure                              | エイカーズ                               |                  |
| 1972   | ロイ・ビーン The Life and Times of Judge Roy Bean                              | フランク・ガス                           |                  |
| 1973   | 最後の猿の惑星 Battle for the Planet of the Apes                               | シーザー                                 |                  |
| 1973   | ヘルハウス The Legend of Hell House                                            | ベンジャミン・フランクリン・フィッシャー |                  |
| 1973   | 三十四丁目の奇蹟 Miracle on 34th Street                                        | ソーヤー                                 | テレビ映画       |
| 1974   | 恐怖のエレベーター／高層ビルパニック The Elevator                              | マーヴィン                               | テレビ映画       |
| 1974   | ダーティ・メリー/クレイジー・ラリー Dirty Mary Crazy Larry                     | ジョージ・スタントン                     | クレジットなし   |
| 1975   | ファニー・レディ Funny Lady                                                    | ボビー・ムーア                           |                  |
| 1976   | エンブリヨ Embryo                                                              | フランク・ライリー                       |                  |
| 1976   | 大洪水 Flood!                                                                  | フランクリン                             | テレビ映画       |
| 1978   | SFレーザーブラスト Laserblast                                                  | ドクター・メロン                         |                  |
| 1978   | スペースキャット The Cat from Outer Space                                      | スタルウッド                             |                  |
| 1978   | サイレントフルート Circle of Iron                                              | ホワイト・ローブ                         |                  |
| 1978   | バグダッドの盗賊 The Thief of Baghdad                                          | ハッサン                                 | テレビ映画       |
| 1979   | ブラックホール The Black Hole                                                  | ヴィンセント                             | 声のみ           |
| 1980   | エヴァ・ライカーの記憶 The Memory of Eva Ryker                                 | マクファーランド                         | テレビ映画       |
| 1981   | オリエンタル探偵殺人事件 Charlie Chan and the Curse of the Dragon Queen        | ギレスピー                               |                  |
| 1982   | 地中海殺人事件 Evil Under the Sun                                              | レックス・ブリュースター                 |                  |
| 1982   | 処刑教室 Class of 1984                                                         | トニー・コリガン                         |                  |
| 1985   | フライトナイト Fright Night                                                    | ピーター・ヴィンセント                   |                  |
| 1985   | 不思議の国のアリス Alice in Wonderland                                         | 三月うさぎ                               | テレビ映画       |
| 1987   | 冬の嵐 Dead of Winter                                                          | マーレイ                                 |                  |
| 1987   | 潮風のいたずら Overboard                                                       | アンドリュー                             | 出演・製作総指揮 |
| 1988   | フライトナイト2/バンパイヤの逆襲 Fright Night Part 2                           | ピーター・ヴィンセント                   |                  |
| 1989   | 処刑教室-最終章- Cutting Class                                                 | ダンテ                                   |                  |
| 1990   | ピンク・ノーベンバーを追え!? Going Under                                       | Secretary Neighbor                       |                  |
| 1990   | パニック・イン・ザ・タワー Shakma                                              | ソレンソン                               |                  |
| 1991   | 都合のわるい女/ジェラシー・ゲーム An Inconvenient Woman                        | シリル・ラスボン                         | テレビ映画       |
| 1991   | デッドリー・ゲーム/復讐の標的 Deadly Game                                      | アーロン                                 | テレビ映画       |
| 1992   | バーバリアン刑事 Double Trouble                                                | フィリップ                               |                  |
| 1992   | シドニー・シェルダン/時間の砂 The Sands of Time                                | アラン・タッカー                         | テレビ映画       |
| 1994   | ダーク・ミラー/悪魔の囁き Mirror, Mirror 2: Raven Dance                        | ラスキー                                 |                  |
| 1995   | エイリアン・ウィズイン The Alien Within                                        | ヘンリー・ラザルス                       | テレビ映画       |
| 1995   | グラスハープ/草の竪琴 The Grass Harp                                           | エイモス                                 |                  |
| 1996   | ラスト・パーティ It's My Party                                                 | ダミアン・ノウルズ                       |                  |
| 1997   | ジャングル・ブック/少年モーグリの大冒険 The Second Jungle Book: Mowgli & Baloo | キング・マーフィー                       |                  |
| 1998   | バグズ・ライフ A Bug's Life                                                    | ソイル                                   | 声の出演         |

### テレビシリーズ
| 放映年 | 邦題 原題                                                   | 役名                         | 備考                              |
| ------ | ----------------------------------------------------------- | ---------------------------- | --------------------------------- |
| 1966   | 怪鳥人間バットマン Batman                                   | 本虫                         | 5エピソード                       |
| 1972   | 刑事コロンボ Columbo: Short Fuse                            | ロジャー・スタンフォード     | 『死の方程式』                    |
| 1972   | スパイ大作戦 Mission: Impossible                            | レオ・オストロ               | シーズン7『カラクリを叩きつぶせ』 |
| 1972   | 警部マクロード/潜入捜査 McCloud                             | フィル・サンドラー           | 1エピソード                       |
| 1974   | 探偵スヌープ姉妹 The Snoop Sisters: Black Day for Bluebeard | ライオネル・スタンディッシュ | 『青ひげさんお気の毒!』           |
| 1974   | 猿の惑星 Planet of the Apes                                 | Galen                        | 14エピソード                      |
| 1977   | ライネマン・スパイ作戦 The Rhinemann Exchange               | ボビー・バラード             | ミニシリーズ                      |
| 1979   | 探偵ハート&ハート Hart to Hart                              | ピーターソン                 | 1エピソード                       |
| 1989   | 新80日間世界一周 Around the World in 80 Days                | マクベイン                   | ミニシリーズ                      |
| 1992   | タイムマシーンにお願い Quantum Leap                         | エドワード                   | 1エピソード                       |

### テレビアニメ
- ダックにおまかせ ダークウィング・ダック Darkwing Duck （1991 - 1995年）
- バットマン Batman （1992 - 1998年）
- ピンキー&ブレイン Pinky and the Brain （1995 - 1998年）
- スーパーマン Superman （1998年）
- ゴジラ　ザ・シリーズ Godzilla The Series （1998年）
- ガーゴイルズ gargoyles （1994 - 1996年）

### 劇場版アニメ
- バグズ・ライフ A Bug's Life （1998年）

### ゲーム
- バグズ・ライフ A Bug's Life （1998年）